# Consultus Fortunatianus
Consultus Fortunatianus, souvent appelé à tort dans la tradition C. Chirius Fortunatianus, est un rhétoricien romain du IVe siècle, auteur d'une Ars rhetorica en trois livres, présentée en forme de dialogue.
Il consacre ses deux premiers livres à la seule inventio, tandis que les autres aspects de la rhétorique sont traités dans le troisième livre.
L’Ars rhetorica de Fortunatianus a certainement été publiée avant 435, car elle a été utilisée par Martianus Capella. Elle a également influencé d'autres auteurs comme Sedulius, Cassiodore, Radbert de Corbie et Gerbert d'Aurillac.
Ce rhéteur ne doit pas être confondu avec Curius Fortunatianus, auteur selon Julius Capitolinus (Max. et Balb., 4), d'une Vita de Pupienus Maximus et de Balbinus, ni avec Fortunatianus, évêque d'Aquilée, commentateur des Évangiles selon saint Jérôme (De viris ill., 97).

### Éditions et traductions
- Consultus Fortunatianus, Ars rhetorica, introduzione, edizione critica, traduzione italiana e commento a cura di Lucia Calboli Montefusco, Bologne, Patron, 1979.
- Michael C. Leff, The Status System in Fortunatianus: A Translation of the First Book of the Ars Rhetorica of the C. Chirius Fortunatianus with Introduction and Commentary, Santa Barbara, University of California, 1966, 254 p.
- Mary Alene Brightbill, The Ars Rhetorica of C. Chirius Fortunatianus, Rendered into English with Introductions and Notes, Cornell University, 1930, 276 p.
- Carolus Halm, in Rhetores Latini Minores (RLM), Leipzig, Teubner, 1863 (texte).